# Gesetz des tendenziellen Falls der Profitrate
Unter dem Gesetz des tendenziellen Falls der Profitrate (Marx: Gesetz vom tendenziellen Fall der Profitrate) versteht man ein zentrales marxistisches Theorem, das Karl Marx im 3. Band, 3. Abschnitt, seines Hauptwerks Das Kapital entwickelt hat. Es sagt aus, dass in der kapitalistischen Wirtschaft gesetzmäßig, also aufgrund von Eigenschaften der kapitalistischen Wirtschaft selbst, eine Tendenz zur Verringerung der Profitrate im gesamtwirtschaftlichen Durchschnitt bestehe.
Von diesem Gesetz zu unterscheiden sind Vorstellungen, dass aufgrund äußerer Umstände die Profitrate tendenziell sinkt, etwa weil Bodenschätze immer knapper werden oder weil die Kapitalproduktivität „natürlicherweise“ abnimmt, etwa gemäß einer neoklassischen Produktionsfunktion. Nach Marx ist es die Logik des Kapitals selbst, die zu dem Gesetz führt und das sich nicht trotz, sondern wegen des technischen Fortschritts ergibt.

## Tendenz und Krisen
Der Fall der Profitrate kann als Ursache für periodisch wiederkehrende Krisen, als langfristige Tendenz und schließlich als Tendenz angesehen werden, die mit den Krisen in Wechselwirkung steht. In diesem Falle bedingen sich Tendenz der fallenden Profitrate und Krisenzyklus gegenseitig.

## Voraussetzungen
Industrielle Produktion mit großem Gewicht von Maschineneinsatz
Voraussetzung für den Fall der Profitrate (sowie der zyklischen Schwankungen) ist, dass Produktion industriell mit Hilfe von Maschinerie erfolgt.
Steigerung der Arbeitsproduktivität durch verstärkten Einsatz von Maschinen je Arbeitskraft
Ziel kapitalistischer Produktion ist die Steigerung von Mehrwert, die Produktion oder Steigerung des relativen Mehrwerts. Dies geschieht über die Erhöhung der Produktivkraft der Arbeit, der Arbeitsproduktivität. Dazu werden Tätigkeiten der menschlichen Arbeiter auf Maschinen übertragen, so dass dem Umfang nach der Einsatz von Maschinen je Arbeitskraft zunimmt, die technische Zusammensetzung des Kapitals steigt. Marx unterstellt, dass die neueren Verfahren mit mehr Maschineneinsatz kostspieliger als die ersetzten sind und deshalb eine höhere Produktion und deren Absatz erfordern, um den höheren Kapitalvorschuss wieder einzuspielen.
Keine gesamtwirtschaftliche Planung
Die kapitalistischen Unternehmen suchen ihre Profite unabhängig voneinander eigenverantwortlich zu steigern, es gibt keine zentrale Planungsinstanz der Volkswirtschaft. Es kann also sein, dass der im Produktionsprozess entstandene Mehrwert sich auf dem Markt, im Zirkulationsprozess, nicht realisiert. Die Waren, die produziert werden, können nicht alle oder nur mit Preisabschlägen verkauft werden.
Herausbildung der allgemeinen Profitrate
Georg Lukács sieht als Voraussetzung die Möglichkeit, dass Kapital hin zu höherem Profit wandern kann, und verweist dabei auf den Teil des Bandes III des Kapitals, wo Marx die Herausbildung der allgemeinen Profitrate beschreibt – siehe Marx’ Ausgleich der Profitraten zur allgemeinen Durchschnittsprofitrate. Außerdem führt Marx aus, dass die einzelnen Kapitalisten unmittelbar das Ausmaß der bezahlten Arbeit zu vermindern trachten, um so die Kosten zu senken, dabei aber nicht sehen können, dass so gleichzeitig auch die unbezahlte Mehrarbeit, die den Mehrwert schafft, vermindert wird. Letzteres trifft nicht unmittelbar den einzelnen Verursacher, der die bezahlte Arbeit vermindert, sondern wirkt sich wegen des tendenziellen Ausgleichs der Profitraten bei den Kapitalisten ganz allgemein aus und wird daher in der Kalkulation der einzelnen Kapitalisten nicht berücksichtigt.

## Erklärung
Nach Marx’ Überzeugung ist die kapitalistische Wirtschaft durch innere Widersprüche geprägt. Sie äußern sich u. a. darin, dass durch das Zusammenwirken aller Kapitalisten tendenziell die Profitrate im Durchschnitt sinkt, obwohl jedes Einzelkapital seine Profitrate zu steigern bemüht ist. Der ausschlaggebende Grund für den „tendenziellen Fall“ besteht darin, dass die Versuche, die Mehrwertproduktion zu erhöhen, mit einer tendenziellen Abnahme des variablen Kapitals (d. h. des Kapitalanteils, der in Arbeitskraft investiert wird) gegenüber dem konstanten Kapital einhergehen (der marxsche Ausdruck dafür ist „Erhöhung der organischen Zusammensetzung des Kapitals“). Da die „freie“ Lohnarbeit nach Marx die einzige Quelle des Mehrwerts darstellt – die Lohnarbeiter verkaufen ihre Arbeitskraft zu ihrem Wert, werden aber gezwungen, im Arbeitsprozess länger oder mehr als diesem Wert entsprechend, zu arbeiten –, wird sich dadurch die Profitrate auf Dauer verringern.
„Tendenz“ kann dabei heißen, dass die gesamtwirtschaftliche Profitrate tatsächlich mit einigem Auf und Ab immer niedriger wird, Tendenz kann aber auch heißen, dass die Profitrate stabil bleibt, es aber dafür anderweitig zu bestimmten Auswirkungen kommt. Der US-amerikanische Marxist Duncan Foley prägt das Bild vom Auto mit Rechtsdrall. Bemüht sich der Fahrer gegenzusteuern, fährt das Auto von außen gesehen geradeaus, aber der Fahrer ermüdet rascher, hat einen verkrampften Nacken usw. So kann äußerlich betrachtet die Profitrate stabil erscheinen, aber die Anzahl der Unternehmen nimmt laufend ab, die Arbeitslosigkeit steigt usw. Marx nennt Faktoren, die den Fall der Profitrate aufhalten, so dass ihr Sinken nur als Tendenz auftritt. Die wichtigsten, dem Fall der Profitrate entgegenwirkenden Faktoren sind: die Erhöhung der Mehrwertrate, das Herabdrücken des Arbeitslohns unter den Wert der Ware Arbeitskraft, die Verwohlfeilerung der Elemente des konstanten Kapitals, die relative Übervölkerung (Arbeitslosigkeit) und der Außenhandel. Diese Faktoren "heben das Gesetz nicht auf, schwächen aber seine Wirkung ab … So wirkt das Gesetz nur als Tendenz, dessen Wirkung nur unter bestimmten Umständen und im Verlauf langer Perioden schlagend hervortritt."

## Hintergrund
Nach der Kritik der Politischen Ökonomie von Karl Marx kann von den Faktoren des Produktionsprozesses nur die Arbeitskraft der Lohnarbeiter als so genanntes „variables Kapital“ Mehrwert schaffen und damit den Zweck kapitalistischer Warenproduktion erfüllen (vgl. Arbeitswertlehre). Die von anderen Kapitalisten zugekauften Faktoren, die materiellen Faktoren (Sklaven als unfreie Arbeit und volles Eigentum der Kapitalisten gehören hier auch dazu), sog. „konstantes Kapital“, übertragen bloß ihren Wert auf das Produkt (ebenfalls mit Hilfe menschlicher Lohnarbeit, ein sog. Gratisdienst der Lohnarbeit).
Übertrüge eine Maschine mehr Wert auf das Endprodukt, als sie selbst Wert hat, dann hätte der diese Maschine verkaufende Kapitalist einen Verlust gemacht zugunsten des kaufenden Kapitalisten. Übertrüge sie weniger Wert, dann hätte der diese Maschine kaufende Kapitalist einen Verlust gemacht zu Gunsten des verkaufenden Kapitalisten. Im Durchschnitt aller solcher Vorgänge werden die Maschinen also genau ihren Wert übertragen.
Durch die technische Entwicklung gewinnen einerseits diese gegenständlichen Faktoren, andererseits jene Arbeit wie Planung, Überwachung, Steuerung, die sich nicht eindeutig den Endprodukten zuordnen lässt, an Gewicht und verdrängen die Lohnarbeit, die Mehrwert schafft, aus dem Produktionsprozess. Das heißt: Modernisierung, um noch mehr Mehrwert zu erzielen, tendiert dazu, eben die Quelle desselben auszutrocknen.
In diesem Zusammenhang besteht für Marx das ökonomische Wesen des Kapitals darin, zu akkumulieren und dabei die Produktivkräfte zu entwickeln, um die Arbeitsproduktivität stets weiter zu steigern. In fortgeschrittenen Stadien wird die Entwicklung des Kapitals immer wieder durch Krisen und Perioden der Stagnation bestimmt. Innerhalb des Marxismus ist aber umstritten, inwieweit sich aus diesem Gesetz ein zwangsläufiger Untergang des Kapitalismus ableiten lässt. Im Unterschied zu rein mechanischen Spielarten einer „Zusammenbruchstheorie“ setzen andere Marxisten auf den „subjektiven“ Faktor, wobei objektive und subjektive Faktoren im Klassenkampf zusammenwirken. Zu nennen sind revolutionäre Konsequenzen der "wachsenden Verelendung der Massen" oder Lernprozesse der Arbeiter, insbesondere im Zusammenhang mit den immer wiederkehrenden Krisen.

## Vor- und Nachläufer
Maurice Dobb stellt heraus, dass zusammen mit der Vorstellung eines stationären Zustands der Volkswirtschaft die Tendenz zum Fallen der Profitrate eine geläufige Vorstellung innerhalb der klassischen Nationalökonomie gewesen war. Adam Smith, David Ricardo und John Stewart Mill entwickelten schon vor Marx die Vorstellung, dass zumindest unter bestimmten Gegebenheiten die Profitrate allmählich sinken müsste. Doch Marx wies ihre theoretische Ableitungen als falsch, nicht allgemeingültig, zu oberflächlich oder unzureichend zurück. Bei Smith kritisierte er etwa, dass dieser den Profitratenfall unmittelbar auf die Konkurrenz unter den Unternehmen zurückführt. Immer mehr Unternehmen würden immer stärker miteinander in Konkurrenz geraten, was die Profitrate drücke. Nach Marx ist aber die Konkurrenz nur der äußere Zwang, der das „innere Gesetz exequiert“ (durchsetzt).
Ricardo nahm in der Grundrententheorie an, dass eine Zunahme der Bevölkerung eine Ausweitung der landwirtschaftlichen Produktion (nach Steigen der Getreidepreise infolge von Nachfrageüberschüssen) auch auf schlechtere Böden nach sich ziehen würde. Auf dem Grenzboden, dem schlechtesten noch nutzbaren Boden, sind die Erträge gerade hoch genug, um Profit zu erzielen, während der Grundbesitzer wegen seiner schwachen Position keine Pacht als Grundrente erhält. Bei allen besseren Böden bleibt der Profit der Pächter wegen des Wettbewerbs untereinander konstant zu Gunsten steigender Grundrenten der Verpächter, denn sie verlangen nun den über den Profit des Grenzpächters (dem Pächter des schlechtesten gerade noch nutzbaren Bodens) hinausgehenden Teil der Gewinne als Pacht. Die Profitrate fällt demnach, da ein schrumpfender Teil der Überschussproduktion an die landwirtschaftlichen Pächter, ein wachsender an die Grundeigentümer fließt.
Hier kritisierte Marx, dass der technische Fortschritt solche natürlichen Hindernisse überwinden könnte, so dass sie nicht dauerhaft als Grund für sinkende Profite wirken könnten.
Mit dem Gesetz von der "sinkenden Grenzleistungsfähigkeit des Kapitals" von Keynes hat das marxsche Gesetz eine zumindest oberflächliche Ähnlichkeit.

## Zusammenfassung
Woher kommt der Profit? Der Profit kann nicht daher kommen, dass die Kapitalisten untereinander tauschen, untereinander Waren kaufen und verkaufen, untereinander Geld leihen und verleihen. Zwar kann der einzelne Kapitalist den anderen betrügen, doch innerhalb der Kapitalisten ist dies ein Nullsummenspiel. Was der eine gewinnt, verliert der andere.
Anders aber, wenn man das Verhältnis zwischen Lohnarbeitern und Kapitalisten betrachtet. Die Lohnarbeiter verkaufen ihre Ware, die Arbeitskraft, zu ihrem Wert an die Kapitalisten. Für die Kapitalisten rentiert sich dieses Geschäft nur, wenn die Lohnarbeiter länger arbeiten, mehr Produkte herstellen, als zu ihrer eigenen Selbsterhaltung notwendig. Die geleistete unbezahlte Mehrarbeit, das Mehrprodukt, ist eine Gratisleistung an die Kapitalisten, bewertet ist es der Mehrwert.
Mehrwert kann also nur aus Lohnarbeit gezogen werden. Der Wert der angewandten Maschinerie wird nur via Abschreibungen in den Produktionswert übertragen. Maschinen oder ihre Leistungen werden von Kapitalisten an Kapitalisten verkauft. Sollte dabei ein Kapitalist etwas gewinnen, ist dies der Verlust eines anderen Kapitalisten. Für die Kapitalisten in ihrer Gesamtheit kann durch Kauf und Verkauf von Maschinen und ihrer Leistungen kein neuer Wert, schon gar kein Mehrwert, gebildet werden. Mehrwert kann nur gebildet werden, weil Lohnarbeiter ihre Arbeitskraft an die Kapitalisten verkaufen und dies unter der Bedingung, dass sie diesen einen Mehrwert schaffen.
Stellen dabei die Arbeiter eines Kapitalisten im Vergleich zu den Arbeitern eines anderen Kapitalisten überdurchschnittlich viele Produkte her, dann erhält dieser Kapitalist überdurchschnittlich viel Mehrwert, er erhält einen Extraprofit. Es besteht also ein gewisser Anreiz, wenn auch unter Beachtung der zusätzlichen Kosten, mehr in Maschinen zu investieren als in den Kauf von Arbeitskraft – wenn dies die Produktivität der Arbeiter so ausreichend erhöht, dass der Mehraufwand für zusätzliche oder bessere Maschinen wieder hereingeholt wird.
Wenn dann aber mit dem technischen Fortschritt, mit der Automatisierung usw. immer mehr Lohnarbeit, die allein Mehrwert schaffen kann, durch immer mehr Maschinerie (konstantes Kapital) ersetzt wird, immer mehr Arbeit auf Maschinen übertragen wird, nimmt damit auch das allein ausbeutbare, also allein Profite schaffende Element, die Lohnarbeit, in der Tendenz relativ ab. Also sinkt langfristig die Profitrate als Verhältnis der Profite zum für den Kauf von Maschinerie usw. eingesetzten Kapital. Die Profite können absolut natürlich weiter steigen – und sie können, gerade weil immer bessere Maschinerie angewandt wird, auch auf Kosten der Konkurrenz steigen, die im Konkurrenzkampf zurückbleibt. Das wäre dann aber eben ein Steigen der Profitrate des einen Kapitalisten auf Kosten der vielen anderen – Surplus-Profite –, was an der allgemeinen Tendenz nichts ändert.

## Zur Logik des Gesetzes

### Wertmäßig betrachtet

#### Die Formel
Die Profitrate p ist das Verhältnis von erzeugtem Mehrwert (m) zur Summe aus dem dazu eingesetzten konstanten Kapital (c) und dem eingesetzten variablen Kapital (v). Zum konstanten Kapital gehören Maschinerie, Bauten, Roh- und Hilfsstoffe, Halbfabrikate. Das variable Kapital wird mit der Lohnsumme für die menschliche Arbeitskraft bewertet.
{\displaystyle p={m \over c+v}}
bzw. nach Multiplikation der rechten Seite der Gleichung im Zähler und Nenner mit dem Term {\displaystyle 1/v} und Umstellung:
{\displaystyle p={{m \over v} \over {{c \over v}+1}}}
Das Verhältnis konstantes Kapital c zu variablem Kapital v wird als Wertzusammensetzung des Kapitals bezeichnet. Marx nimmt an, dass mit der technischen Zusammensetzung des Kapitals auch die Wertzusammensetzung des Kapitals immer weiter steigt, so dass laut Formel die Profitrate abnehmen muss, wenn dies nicht durch einen entsprechenden Anstieg der Mehrwertrate {\displaystyle m/v} ausgeglichen wird.
Kritiker weisen darauf hin, dass schon Marx einräumt, dass die Wertzusammensetzung des Kapitals schwächer wächst als die technische Zusammensetzung, da im Zuge des technischen Fortschritts Waren in kürzerer Arbeitszeit hergestellt werden können, so dass gemäß Arbeitswertlehre der Wert auch der Waren sinkt, die das konstante Kapital bilden. Darüber hinaus räumt Marx sogar ein, dass „abstrakt betrachtet“ der Anstieg der technischen Zusammensetzung durch die Wertminderung des konstanten Kapitals gerade ausgeglichen werden kann, also – so die Kritiker – die Annahme einer steigenden Wertzusammensetzung gar nicht zwingend ist. Dieser Einwand ist jedoch ungenügend begründet, schreibt Klaus Müller, weil er nur auf die Wertminderung des konstanten Kapitals abstellt. Die Wertzusammensetzung des Kapitals wird durch vier Faktoren bestimmt: den Umfang der eingesetzten Produktionsmittel, die Menge der eingesetzten Arbeitskräfte, den Wert je Einheit Produktionsmittel und den Wert je Einheit Arbeitskraft. Technischer Fortschritt und Produktivitätsanstieg mindern nicht nur den Wert je Produktionsmittel, sondern auch den der Konsumtionsmittel und damit den der Ware Arbeitskraft. Akzeptiert man einen Anstieg der technischen Zusammensetzung, dann wäre eine steigende Wertzusammensetzung nur dann nicht zwingend, wenn der Wert je Produktionsmittel (der Wert je Einheit des konstanten Kapitals) stärker sinkt als der Wert der Konsumtionsmittel (der Wert je Einheit des variablen Kapitals), so dass die veränderte Relation zwischen beiden Größen den Einfluss der steigenden technischen Zusammensetzung auf die Profitrate ausgleicht. Die Annahme einer so stark unterschiedlichen Produktivitäts- und Wertentwicklung der Produktionsmittel und Konsumtionsmittel sei, so Müller, nicht plausibel, so dass unter Beachtung nicht nur der Wertminderung des konstanten Kapitals, sondern auch der des variablen Kapitals die Begründung des tendenziellen Falls der Profitrate durch Marx logisch und konsistent ist. Im Folgenden wird das Gesetz nicht wie üblich in Werten gerechnet dargestellt, sondern ergänzend von der stofflichen Seite des Produktionsprozesses her beleuchtet.

#### Anschaffungskosten und Wiederbeschaffungskosten

##### Profitrate nach Anschaffungskosten
Der Profit m ist gleich dem Produktionswert {\displaystyle c+v+m} einer Periode abzüglich der Kosten in dieser Periode für Löhne v, die für den Kauf der Arbeitskraft von den Arbeitern aufzubringen sind, und der Kosten für Produktionsmittel c, die von anderen Kapitalisten gekauft werden. Für den Kauf von Arbeitskraft und Produktionsmitteln werden die Kosten, die bei ihrer Anschaffung anfielen, die Anschaffungskosten in Rechnung gestellt.
Angenommen, für alle Kapitalbestandteile bestehe die gleiche Umschlaghäufigkeit von einer Periode. Die Kosten c und v werden vorschüssig zu Periodenbeginn gezahlt. Die Profitrate kann dann gemäß obiger Formel berechnet werden. Dabei würden für den Kauf von Arbeitskraft und Produktionsmitteln die Anschaffungskosten zu Periodenbeginn in Rechnung gestellt.

##### Profitrate nach Wiederbeschaffungskosten
Für die Bestandserhaltung oder die Erhaltung der Konkurrenzfähigkeit eines Unternehmens müssen die Kosten angesetzt werden, die für die Wiederbeschaffung zu bezahlen sind, nicht die historischen Anschaffungskosten, die in der Vergangenheit zu bezahlen waren. Ein Unternehmen würde sich beispielsweise bei Inflation reich rechnen, wenn es die vergangenen niedrigen Anschaffungskosten für die Berechnung seiner Profitrate nähme und nicht die tatsächlich zu erwartenden höheren Wiederbeschaffungskosten.
Produktionsmittel können natürlich auch billiger werden, wenn sie etwa im Zuge von technischem Fortschritt billiger hergestellt werden können. Ähnliches gilt, wenn die Preise nicht allgemein steigen, wie bei einer Inflation, sondern allgemein sinken, wie bei einer Deflation.
Angenommen, für alle Kapitalbestandteile bestehe die gleiche Umschlagshäufigkeit von einer Periode. Um den Profit zu erhalten, werden vom Produktionswert {\displaystyle c+v+m} die Kosten für Löhne v und für Produktionsmittel c abgezogen, jetzt aber nicht zu ihren Anschaffungskosten, sondern zu ihren Wiederbeschaffungskosten zu Beginn der nächsten Produktionsperiode. Diese Profitrate nach Wiederbeschaffungskosten berechnet ist höher als die nach Anschaffungskosten berechnete, wenn im Zuge von technischem Fortschritt die Produktionsmittel und auch die Waren, die den Konsum der Arbeiter bilden, billiger hergestellt werden können, so dass die Löhne v, ohne dass dies den Lebensstandard der Arbeiter verminderte, abgesenkt werden können.

##### Fallende Profitrate nach Wiederbeschaffungskosten
Es ist denkbar, dass die Kapitalisten die nach Anschaffungskosten berechnete Profitrate gerade dadurch steigern, dass sie immer mehr in teure neueste Techniken investieren und dies in einem Ausmaß, dass ein immer größerer Teil des Produktionswertes {\displaystyle c+v+m} zu Beginn der nächsten Periode als konstantes Kapital c für Produktionsmittel der neuen Technik verausgabt wird. Sie müssen dies tun, wenn die anderen Kapitalisten dies auch tun, weil sie sonst nicht im Besitz der neuesten Produktionstechniken wären und im Konkurrenzkampf zurückfielen. Die Ausgaben für konstantes Kapital c sind jetzt „Wiederbeschaffungskosten“, allerdings nicht in dem Sinne, dass für die alten Produktionsmittel ein technisch gleicher Ersatz angeschafft wird, sondern in dem Sinne, dass die Konkurrenzfähigkeit erhalten wird, indem die technisch besseren, aber teureren Produktionsmittel angeschafft werden müssen.
Die Profitrate nach diesen Wiederbeschaffungskosten berechnet wird so immer kleiner. Marx vermutete, dass diese Tendenz sich tendenziell durchsetzt, so dass es zu einem tendenziellen Fall der Profitrate kommt (berechnet nach technologisch erforderlichen Wiederbeschaffungskosten). Will eine Unternehmung im technischen Wettlauf mithalten, muss sie einen immer größeren Anteil ihrer Einnahmen als konstantes Kapital für die neueste Technik aufbringen. Im Zuge der technologischen Entwicklung steigen so die Wiederbeschaffungskosten der Produktionsmittel, jetzt verstanden als die Kosten, die anfallen, will die Unternehmung weiterhin in der Konkurrenz mithalten. Der verbleibende Teil des zu investierenden Kapitals wird dagegen immer kleiner. Die Profitrate sinkt so tendenziell wegen des technischen Fortschritts. Kritiker wenden ein, dass diese Möglichkeit nicht zwingend ist. Vielleicht besteht technisch die Möglichkeit gar nicht, die nach Anschaffungskosten berechnete Profitrate zu erhöhen, indem von Periode zu Periode die Ausgaben für konstantes Kapitals c so stark ausgeweitet werden, dass die nach den Wiederbeschaffungskosten – im Sinne von Mithalten im technologischen Wettlauf – berechnete Profitrate sinkt. Dies wäre jedoch ein äußerliches Hindernis, das tendenziell überwunden werden kann, wenn es im Interesse der einzelnen Kapitalisten ist.
Gesamtwirtschaftlich besteht ein Zielkonflikt. Die Arbeitsproduktivität wird am stärksten dadurch gesteigert, dass ein immer größerer Teil des verfügbaren Kapitals in Form von konstantem Kapital c, ein immer geringerer Teil in Form von variablem Kapital v investiert wird. Dies bedeutet aber, dass immer weniger zusätzliche Arbeitsplätze geschaffen werden.

### Stofflich betrachtet
Zwei Begriffe:
- Technische Zusammensetzung des Kapitals (TZK): Anzahl (oder Masse) der Produktionsmittel je Arbeiter.

- Arbeitsproduktivität: Produktion je Arbeiter.

Bei unveränderter Produktionstechnik bleibt die TZK und die Arbeitsproduktivität unverändert. Profit wird dazu verwendet, nach Maßgabe der technisch gegebenen TZK mehr Arbeiter und mehr Produktionsmittel einzusetzen.

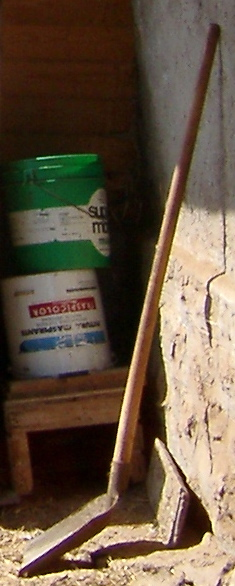
Ein Arbeiter – eine Schaufel …

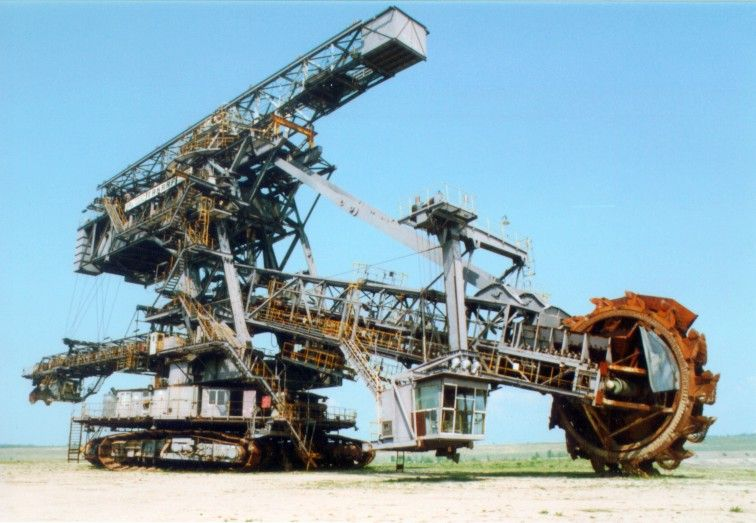
…ein Arbeiter – ein Schaufelradbagger – so steigt die TZK

Marx nimmt an, dass technischer Fortschritt damit einhergeht, dass die Profite dazu genutzt werden, die TZK zu erhöhen. Dies geht dann aber zu Lasten der Anzahl der beschäftigten Arbeiter. Für den Kapitalisten rentiert sich die Erhöhung der TZK nur, wenn er so eine höhere Produktion erzielen kann als bei Beibehaltung der alten Produktionstechnik. Das heißt, die Erhöhung der TZK um einen bestimmten Prozentsatz muss zu einer Erhöhung der Arbeitsproduktivität um einen noch höheren Prozentsatz führen. Marx nimmt an, dass dies tendenziell dauerhaft der Fall ist. In dem Maße wie alle die TZK erhöhen wächst die Gesamtbeschäftigung langsamer, kann stagnieren oder gar schrumpfen.
Dann gerät aber die Individualrationalität der einzelnen Kapitalisten in Widerspruch mit der Kollektivrationalität des Gesamtsystems (Rationalitätenfalle oder Konkurrenzparadoxon). Einerseits werden Produktionstechniken mit höherer TZK und höherer Profitrate eingeführt, andererseits kommt es so zur Entwertung bestehender älterer Produktionsanlagen mit niedrigerer Arbeitsproduktivität und niedrigerer Profitrate (moralischer Verschleiß). Zieht man diesen moralischen Verschleiß von den Profiten ab, sinkt die Profitrate (nach Abzug des moralischen Verschleißes) im Durchschnitt.
Gilt diese Annahme, dann wird ein immer größerer Teil der Profite von vorneherein benötigt, um die TZK zu erhöhen, andernfalls würde der Kapitalist seine Konkurrenzfähigkeit verlieren. Dieser Teil der Profite stellt von vorneherein Kosten dar, um weiterhin konkurrenzfähig zu bleiben. Man könnte dies als eine Art von moralischem Verschleiß, der sich nicht auf die Entwertung älterer Investitionen bezieht (moralischer Verschleiß ex post), sondern auf die laufenden Profite, als moralischen Verschleiß im Vorhinein, moralischen Verschleiß ex ante bezeichnen.
Entscheidend ist vielleicht weniger die so sinkende Profitrate, als vielmehr die Tatsache, dass rationales Verhalten der einzelnen Kapitalisten dazu führt, dass im Zuge von „Rationalisierungsinvestitionen“ tendenziell zu wenig Arbeitsplätze geschaffen werden, die Beschäftigung sogar schrumpfen kann. Dies führt in Ergänzung zur Industriellen Reservearmee zu einer wachsenden „Lazarusschicht“.

Man kann dieses Szenario anhand einer Funktion des technischen Fortschritts darstellen. Eine Erhöhung der TZK führt zu einer überproportionalen Erhöhung der Arbeitsproduktivität, wie in der Abbildung dargestellt, wobei hier unterstellt ist, dass dies erst ab Zuwachsraten der TZK von über 1 % gilt. Ist dies gegeben, rentiert sich für die Kapitalisten eine möglichst hohe Erhöhung der TZK, sie werden ihre ganzen Profite in die Erhöhung der TZK investieren, nicht in die Schaffung zusätzlicher Arbeitsplätze.
Nicholas Kaldor dagegen nimmt an, dass sich die Funktion des technischen Fortschritts „wohl verhält“, bei ihm führen Zuwachsraten der TZK über einen bestimmten Wert hinaus nur noch zu unterproportionalen Erhöhungen der Arbeitsproduktivität, so dass sich die Erhöhung der TZK für die Kapitalisten nur bis zu einer bestimmten Rate rentiert. Was darüber hinaus an Profiten verfügbar ist, kann dann zur Schaffung zusätzlicher Arbeitsplätze verwendet werden.

## Kritik des Gesetzes

### Okishio-Theorem
Siehe ausführlichen Artikel unter Okishio-Theorem
Der japanische Wirtschaftswissenschaftler Nobuo Okishio hat auf Grundlage der neoricardianischen Schule bzw. auf dem von Piero Sraffa entwickelten Modell den Nachweis zu führen versucht, dass unter den von Karl Marx gemachten Annahmen
- der Arbeitseinsatz wird vermindert
- die TZK wird gesteigert
- der Reallohn der Arbeiter bleibt konstant in dem Sinne, dass der Lohn so bemessen wird, dass sich die Arbeiter je geleisteter Arbeitseinheit immer nur einen bestimmten Warenkorb an Konsumgütern leisten können
- die neue Technik wird von einem Unternehmer nur eingeführt, wenn sie für ihn (wenigstens zunächst) zu einer höheren Profitrate führt

nicht nur vorübergehend für den Pionierunternehmer, der als Erster die neue Produktionstechnik einführt, sich ein Anstieg der Profitrate ergibt, sondern dass auch dauerhaft, wenn sich die neue Produktionstechnik in der jeweiligen Branche verallgemeinert hat, sich die Allgemeine Profitrate erhöht. Dieses Okishio-Theorem widerspricht also dem Gesetz des tendenziellen Falls der Profitrate, scheitert aber daran, es zu widerlegen. Denn es bezieht den Mehrwert auf die Kosten (den Kostpreis), während Marx den Mehrwert ins Verhältnis setzt zum vorgeschossenen Gesamtkapital. Okishio und Heinrich, der die Auffassung teilt, ermitteln somit eine „Kostpreisprofitrate“ (oder „Kostenrentabilität“), die nicht identisch ist mit der „Kapitalvorschussprofitrate“, die nach Marx tendenziell fällt. Klaus Müller weist formallogisch nach, dass sich Okishios Kostpreisprofitrate und die Marxsche Kapitalvorschussprofitrate gegenläufig entwickeln können.

### Kritik von Michael Heinrich
Nach Michael Heinrich versucht Marx in drei Varianten das Gesetz zu belegen, wobei aber keine Variante letztlich den Beweis zwingend erbringen kann.
Erste Variante
In der Variante 1 mit den Formeln
{\displaystyle p={m \over c+v}}
oder
{\displaystyle p={{m \over v} \over {{c \over v}+1}}}
will Marx zeigen, dass wenn das Verhältnis von konstantem zu variablem Kapital c/v immer mehr zunimmt, schließlich die Profitrate abnehmen muss, weil sich diese Größe im Nenner der zweiten Formel findet. Dieses Ergebnis stellt sich jedoch nur ein, wenn die Wertzusammensetzung c/v rascher wächst als die Mehrwertrate m/v (im Zähler). „Daß dies aber der Fall ist, versteht sich nicht von selbst, sondern müßte erst gezeigt werden.“
Zweite Variante
Marx argumentiert auch so:
{\displaystyle p={{e\cdot N} \over c+v}}
wobei N die Zahl der beschäftigten Arbeitskräfte ist und e ist der Mehrwert je Arbeitskraft. Nimmt der Gesamtkapitaleinsatz c+v im Verhältnis zur Zahl der Arbeitskräfte N immer mehr zu, weil der Einsatz an konstantem Kapital c immer mehr zunimmt, muss die Profitrate schließlich sinken. Doch auch dies gilt nur, wenn c je Arbeitskraft tatsächlich immer mehr steigt. Da aber technischer Fortschritt auch den Wert von Gütern, die dem konstanten Kapital zuzurechnen sind, senkt, ist dies nicht sicher.
Dritte Variante
Ausgangspunkt ist die Beziehung:
{\displaystyle {m \over c+v}<{v+m \over c}}
Der rechte Bruch wird immer kleiner, je größer c im Nenner wird. Also muss auch der linke Bruch, die Profitrate, sinken. Aber: „Ob sich der Wert von c letztlich vergrößert oder nicht hängt davon ab, ob die erhöhte Produktionsmittelmenge durch ihre Verbilligung kompensiert wird oder nicht.“ Wieder könnte also technischer Fortschritt den Wert von Gütern, die dem konstanten Kapital zuzurechnen sind, so senken, dass ein unbegrenzter Anstieg von c nicht als sicher gegeben angesehen werden kann.

## Neuere Ansätze

### Geert Reuten und Michael Williams
Als Antwort auf kritische Einwände wurden neuere Ansätze zur Begründung des Gesetzes entwickelt. Nach dem Ansatz von Geert Reuten und Michael Williams ergibt sich der Profitratenfall, weil immer neuere Firmen auf den Markt drängen, so dass das Angebot über die Nachfrage steigt und so Preise und durchschnittliche Profitrate drückt. Es ist rational für die neueren Firmen in den Markt einzutreten, weil die jeweils neueste Firma einerseits die höchste technische Zusammensetzung des Kapitals aufweist, den größten Kapitalaufwand je Arbeiter, andererseits aber die höchste Arbeitsproduktivität, den höchsten Output je Arbeiter, und die höchste Profitrate im Vergleich zu den schon bestehenden Unternehmen. Wenn aber der Gesamtmarkt nicht entsprechend wächst – so die Annahme –, sinkt im Durchschnitt der Branche die Profitrate, wobei die jeweils neuesten Firmen im Vergleich die höchste Profitrate aufweisen – der Markteintritt der Neuen bleibt also rational.
Reuten und Williams leiten daraus eine wellenförmige Bewegung ab. Der Fächer der unterschiedlich profitablen Unternehmen wird enger, wenn immer mehr weniger profitabler Unternehmen aus dem Markt gedrängt werden. Es kommt zur Zentralisation des Kapitals. Die übrig bleibenden großen Unternehmen, auch Neugründungen, haben zunächst wenig Möglichkeiten, durch technischen Fortschritt, was Steigerung der technischen Zusammensetzung des Kapitals bedeutet, die verbliebenen ähnlich starken Konkurrenten aus dem Markt zu drängen. Technischer Fortschritt wird in den Schubladen gehortet. Liegt schließlich genügend neues Wissen vor, wird dies schlagartig durch neue Investitionen umgesetzt, und die Unternehmen beginnen sich wieder nach Arbeitsproduktivität und Profitabilität auseinanderzuentwickeln. Die Tendenz zum Fall der Profitrate setzt neu ein, indem jetzt wieder Anreize bestehen, dass neue Unternehmen zu Lasten bestehender Unternehmen in den Markt drängen.

### John R. Bell
Nach John R. Bell lässt sich der tendenzielle Fall der Profitrate nicht einfach aus den mathematischen Formeln, wonach die Profitrate umso höher, je höher die Mehrwertrate, und umso niedriger, je höher die organische Zusammensetzung des Kapitals ist, herleiten. Aber im Zuge der kapitalistischen Akkumulation ergibt sich bei ihm ein über die Krisenzyklen hinweg andauernder tendenzieller Fall der Profitrate. Im Aufschwung gerät wegen Verknappung der Arbeitskräfte die Mehrwertrate unter Druck, was die Kapitalisten mit technischem Fortschritt, bei Bell gleichbedeutend mit Steigerung der technischen Zusammensetzung des Kapitals, beantworten. Langfristig könne der Anstieg der Mehrwertrate, so Bell, den Anstieg der organischen Zusammensetzung des Kapitals nicht ausgleichen. Die steigende organische Zusammensetzung des Kapitals deutet Bell als zunehmende Umwegproduktion, ein auf Eugen Böhm von Bawerk zurückgehender Begriff. Letztendlich fällt die Profitrate tendenziell asymptotisch gegen einen konstanten Wert.

### Paul Sweezy
Der US-Marxist Paul Sweezy warnte vor einer „FROP-Fetischisierung“ (FROP = falling rate of profit). Er war nicht vom Anstieg der organischen Zusammensetzung des Kapitals überzeugt. Sweezy folgte Ansätzen, wie sie Michał Kalecki, Josef Steindl und ähnlich dann John Maynard Keynes entwickelte. Bei Kalecki kommt es ähnlich wie bei Marx zu einem Zentralisationsprozess des Kapitals, die Märkte werden von Oligopolen beherrscht. Die Oligopole sind in der Lage höhere Gewinnaufschläge (mark-ups) auf die Stückkosten durchzusetzen, marxistisch ausgedrückt, die Mehrwertrate steigt. Damit ist der Mehrwert produziert, noch nicht realisiert, das Mehrprodukt ist noch nicht verkauft. Als Nachfrage kommt die Investitionsnachfrage der Unternehmen in Betracht, wenn von der Konsumnachfrage der Kapitalisten klassisch abgesehen wird. Die Investitionen hängen bei Kalecki von den Profiterwartungen ab, die wiederum durch die vergangene Profitentwicklung bestimmt werden. Aus dem Wirtschaftskreislauf ergibt sich, dass die tatsächlichen Profite einer Periode so hoch sind wie die Investitionen dieser Periode. Die Investitionsnachfrage hängt also von den Investitionen der Vergangenheit ab. Wird die Mehrwertrate stärker gesteigert als die Investitionsnachfrage, ist also das Angebot größer als die Nachfrage, kommt es ähnlich wie bei Keynes solange zu einem Produktionsrückgang, bis die Profite der Investitionsnachfrage entsprechen. Sweezy deutet diesen Erklärungsansatz als tendenziell steigende Mehrwertrate und erwartet Stagnationstendenzen des Kapitalismus. Der Staat kann versuchen mit eigener Nachfrage die Nachfragelücke zu schließen, bei Sweezy sind dies vor allem Rüstungsausgaben (vgl. auch Permanente Rüstungswirtschaft).

### John Maynard Keynes
Auch Keynes erwartet Stagnationstendenzen, die sich bei ihm aus der „sinkenden Grenzneigung zum Konsum“ ergeben. Vom zusätzlichen Einkommen wird ein immer geringerer Anteil für Konsum verwendet. Dies kann mit zunehmender Sättigung der Bedürfnisse erklärt werden, marxistisch aber als steigende Mehrwertrate. Diese geht mit einem sinkenden Anteil der Lohneinkommen einher, was gesamtwirtschaftlich zu zurückbleibender Konsumnachfrage führt, weil die Konsumnachfrage aus Lohneinkommen gemäß klassischer oder keynesianischer Sparfunktion höher ist als aus Gewinneinkommen. Aus keynesianischer Sicht kann Staatsnachfrage die Nachfragelücke schließen oder steigende Löhne der Arbeiter. Allerdings – so eine marxistische Gegenkritik – würden die Arbeiter dann höher bezahlt als dem Wert der Arbeitskraft entspricht. Die Notwendigkeit zu arbeiten würde schwächer, auch die Arbeiter würden dann, etwa aus Vorsicht, größere Teile ihres Einkommens sparen, so dass die Nachfragelücke so nicht geschlossen werden kann.

### Michael A. Lebowitz
Michael A. Lebowitz legt – Sweezy folgend – den Schwerpunkt, gestützt auf Marx’ Ausführungen im Band III des Kapitals, auf den Widerspruch zwischen Angebot (Produktion) und Nachfrage (Realisation, Zirkulation). Das Angebot tendiert dazu, die Nachfrage zu übersteigen. Lebowitz betont den Marxschen Begriff der (grundsätzlich überwindbaren) "Schranke" im Unterschied zur unüberwindlichen Grenze. Im Zuge des technischen Fortschritts wird einerseits die Produktion je Arbeiter gesteigert (Angebot), gleichzeitig aber durch Einsparung von Arbeitskraft die Nachfrage, die Konsumnachfrage der Arbeiter gedrückt. Rein rechnerisch könnte gesamtwirtschaftlich Angebot und Nachfrage zur Übereinstimmung gebracht werden, da aber Kapitalismus nicht gesamtwirtschaftlich geplant wird und die einzelnen Kapitalisten ihre individuellen Interessen verfolgen und nicht auf ein gesamtwirtschaftliches Gleichgewicht achten, kommt es zu Krisen und zum tendenziellen Fall der Profitrate. Im Zuge des drohenden Sinkens der Profitrate investieren die Kapitalisten auch mehr in den Verkauf der Waren, etwa in Werbung, einzelwirtschaftlich rational, für die Gesamtwirtschaft aber eine Belastung. Lebowitz betont einen "dialektischen" Ansatz, der kapitalistische Prozess muss als "Totalität" betrachtet werden (vgl. S. 104ff.). So führen die ständigen Krisen des kapitalistischen Prozesses, selbst wenn sie ökonomisch immer wieder überwunden werden, zu Änderungen des Bewusstseins der Arbeiter oder des Proletariats, das schließlich für das Kapital zur unüberwindbaren Grenze wird (S. 127).

### Lucas Zeise
Nach Lucas Zeise ist das Gesetz geeignet, Krisen zu erklären (Marxistische Krisentheorie), aber nicht einen längerfristigen Abwärtstrend.

### Alfred Müller und Stephan Krüger

#### Zyklus und Tendenz bei Alfred Müller
Bei Alfred Müller erklärt das Gesetz nicht nur den Trend, sondern auch den Zyklus der kapitalistischen Entwicklung.
Zentral ist die Produktion von relativem Mehrwert. Der relative Mehrwert wird durch „maschinellen technischen Fortschritt“ (Müller) erhöht. Das Gesetz des tendenziellen Falls der Profitrate setzt also Produktion mit Maschinen voraus, die im Zuge des technischen Fortschritts durch immer wirksamere Maschinen ersetzt werden. Marx unterstellt dabei, dass die neuere Maschinerie teurer als die alte ist. Sie können ihre stückkostenmindernde Wirkung nur bei hohen Verkaufszahlen entfalten, weil dann die hohen Anschaffungskosten der Maschinen als Teil des vorgeschossenen Kapitals auf viele Produkte verteilt werden können. Hier zieht Müller Argumente aus dem 1849 veröffentlichten Lohnarbeit und Kapital von Marx und Engels heran.
Ausgangspunkt für einen Zyklus ist eine gedrückte Profitrate. Sie erzwingt bei den Kapitalisten die Einführung neuer Produktionstechniken mit neueren teureren Maschinen, Rationalisierungsinvestitionen, wodurch die technische Zusammensetzung des Kapitals erhöht wird. Gehäuft auftretende Innovationen sind also ähnlich wie bei Joseph Schumpeter Ausgangspunkt eines Zyklus. Die Kapitalisten, die die neuen Verfahren und Maschinen zuerst einführen, gewinnen zu Lasten der übrigen zunächst Marktanteile, weil sie mit niedrigeren Stückkosten produzieren können. Dadurch werden die anderen Kapitalisten gezwungen, selbst diese Produktionstechniken zu übernehmen und ihrerseits neue Maschinen anzuschaffen. Es kommt zu einem durch die Investitionen getragenen Aufschwung, der mit Erweiterungsinvestitionen einhergeht. Dieser Aufschwung kommt zu einem Ende, wenn sich schließlich herausstellt, dass insgesamt mehr Kapazitäten aufgebaut worden sind, als Nachfrage am Markt vorhanden ist. Dabei ist zu berücksichtigen, dass zwischen der Entscheidung zur Investition, der Fertigstellung der Investition und dem Absatz auf dem Markt der mit dieser Investition hergestellten Produkte jeweils Time lags, also zeitliche Verzögerungen liegen.
Es stellt sich also heraus, dass nicht alle Kapitalisten an der Kapazitätsgrenze ihrer Maschinen produzieren können. Eine höhere Profitrate für die einzelnen Kapitalisten hätte sich aber nur bei hohen Absatzmengen eingestellt, da sich dann die mit den neuen Maschinen einhergehenden höheren Fixkosten auf viele Produkte verteilt hätten. Dies tritt aber nicht ein, weil die einzelnen Kapitalisten ihr eigenes Interesse verfolgen und die mit höheren Fixkosten verbundenen Maschinen und Produktionstechniken einführen, ohne sich gegenseitig bezüglich der Gesamtnachfrage abzustimmen. Im Ergebnis sinkt wegen der hohen Fixkosten der Maschinen die gesamtwirtschaftliche durchschnittliche Profitrate, so dass einzelne Kapitalisten beginnen, wieder neue Produktionstechniken und neue Maschinen verbunden mit noch höherer technischer Zusammensetzung einzusetzen (Rationalisierungsinvestitionen). Der Zyklus beginnt von neuem. Die gesamtwirtschaftliche durchschnittliche Profitrate schwankt dabei nicht nur mit dem Zyklus, sondern fällt über die Zyklen hinweg tendenziell. Die Zyklen sind der Mechanismus, über den sich das langfristige Gesetz durchsetzt.

#### Abgrenzung zu Joseph Schumpeter
Bei Joseph Schumpeter ist Ausgangspunkt des Konjunkturzyklus ein Gleichgewichtszustand, der aber die Marktteilnehmer zu Innovationen mit Extraprofiten ermuntert, die dann das Gleichgewicht stören. Im folgenden Aufschwung übernehmen die Imitatoren die erfolgreichen Innovationen (Neuerungen), solange bis die Extraprofite wegkonkurriert sind und sich ein neues Gleichgewicht ohne Wachstum herausgebildet hat, das als Endpunkt des Zyklus gleichzeitig der Ausgangspunkt eines neuen Zyklus ist.
Schumpeter weist den Versuch, den Boom als Folge der Depression und anschließend die Depression als Folge des Booms zu erklären, als „perpetuum mobile reasoning“ zurück. Bei Müller ist dagegen der Ausgangspunkt im Unterschied zu Schumpeter keine Gleichgewichtslage, sondern „Depression“, wegen Überakkumulation liegt eine gedrückte Profitrate vor, welche Innovationen erzwingt. Die Innovatoren erhalten Extraprofite zu Lasten der Übrigen. Dadurch werden die Übrigen gezwungen, die Innovationen zu imitieren. Nach Müller führt dies zu einem vorübergehenden Aufschwung. In dem Maße wie die Imitatoren die Innovationen mit höheren Mehrwertraten übernehmen, schwinden die Extraprofite und die höheren Kapitalvorschüsse für fixes Kapital bleiben übrig. Es stellt sich jetzt ein neues, im Vergleich zu vor dem Aufschwung, ungünstigeres Verhältnis von Mehrwertproduktion und Kapitalbestand heraus, das als Ungleichgewicht einen neuen Innovationsschub auslöst.

#### Stephan Krüger
Der von Alfred Müller benannte Widerspruch der Produktion des relativen Mehrwerts – Steigerung der Mehrwertrate einerseits bei Steigerung der Zusammensetzung des Kapitals andererseits – führt zu einer immer niedrigeren Wachstumsrate der produktiven Beschäftigung, schließlich kann die Beschäftigung auch schrumpfen. Diese Tendenz sei grundlegender als der eigentliche Fall der Profitrate. Die Gesamtmasse an produktiver Arbeit bildet die Obergrenze für die Mehrwertmasse. Zunächst nimmt diese noch zu. Diese Phase der kapitalistischen Wirtschaft bezeichnet Krüger als „beschleunigte Akkumulation“. Schließlich nimmt die produktive Beschäftigung immer weniger zu oder schrumpft gar, so dass die Mehrwertmasse nicht mehr gesteigert werden kann, dann tritt die kapitalistische Wirtschaft in die Phase der nicht nur zyklischen, sondern jetzt der „strukturellen Überakkumulation“ ein.
Zyklische Überakkumulationssituationen markieren jeweils das Ende der verschiedenen Konjunkturzyklen der kapitalistischen Wirtschaft. Der Konjunkturzyklus ändert seine Beschaffenheit je nachdem in welcher Phase sich die kapitalistische Wirtschaft befindet. In der Phase der strukturellen Überakkumulation tendiert die kapitalistische Wirtschaft dazu, in Stagnation zu verharren.

## Zahlenbeispiel
Das folgende Zahlenbeispiel soll das Gesetz von der stofflichen, nicht von der Wertseite her veranschaulichen. Das Zahlenbeispiel geht allerdings von der Annahme aus, dass Angebot gleich Nachfrage gilt. Es wird somit ein „krisenfreier“ Verlauf des Kapitalismus unterstellt. Das Beispiel hat eher theoretischen, weniger empirischen Charakter.
In Periode 1 sollen 100 € in Löhne, also in variables Kapital A investiert werden und 300 € in konstantes Kapital K. Es ergebe sich ein Output Y im Wert von 500 €. Dabei ist ein Euro jeweils der Preis für ein Gut, entweder ein Konsumgut für eine Arbeitseinheit oder ein Investitionsgut.
Es errechnet sich eine technische Zusammensetzung des Kapitals (TZK) K/A von 3,0 und eine Arbeitsproduktivität Y/A von 5,0. Der Output, die Einnahmen durch den Verkauf von 500 Gütern, von 500 € werden in der nächsten Produktionsperiode voll für den Einsatz an Arbeit A und Produktionsmitteln K verausgabt. Die Produktion, der Output, wird voll als Input in der nächsten Periode verwendet, sei es als Konsumgüter für die Arbeiter, sei es als Investitionsgüter. Es wird also die Annahme getroffen, dass das Angebot auf eine gleich hohe Nachfrage trifft, es herrscht Gleichgewicht Angebot gleich Nachfrage.
In der nächsten Periode soll die TZK um 11 % gesteigert werden (Wachstumsfaktor 1,11). Damit sich dies aus einzelwirtschaftlicher Sicht rentiert, wird angenommen, dass die Arbeitsproduktivität sich nicht nur um 11 % erhöht, sondern um 11 % zuzüglich 1 %, um insgesamt 12,1 % (Wachstumsfaktor 1,11 mal 1,01 = 1,121). Andernfalls würde sich der Kapitalist besser stellen, wenn er bei der alten Technik, also bei unveränderter TZK bliebe. Durch diese Annahme wird Karl Marx, Band III von Das Kapital, MEW 25, S. 275, Rechnung getragen: "Kein Kapitalist wendet eine neue Produktionsweise, sie mag noch soviel produktiver sein oder um noch soviel die Rate des Mehrwerts vermehren, freiwillig an, sobald sie die Profitrate vermindert."
Wenn sich so die Steigerung der TZK für die Kapitalisten rentiert hat, werden sie in der nächsten Periode die TZK weiter steigern wollen und zwar – so sei jetzt die Annahme – nicht nur in Höhe der erzielten Steigerung der Arbeitsproduktivität von 12,1 %, sondern noch einmal um zusätzliche 11 %, also um insgesamt 24,4 % (Wachstumsfaktor 1,121 mal 1,11 = 1,244).
Schreibt man nach diesem Muster die Zeitreihen immer weiter fort, ergibt sich, dass zunächst der Einsatz an Arbeit laufend gesteigert wird, aber schließlich in immer schwächerem Tempo. In Periode 4 wird der Höhepunkt der Beschäftigung erreicht. Danach kann die TZK unter den hier getroffenen Annahmen nur ausgedehnt werden, wenn gleichzeitig die Gesamtbeschäftigung vermindert wird.
Rein rechnerisch kann die Reihe weitergeführt werden. Marx (und Marxisten wie Henryk Grossmann) gehen üblicherweise davon aus, dass die Steigerung der TZK auch immer größere Beschäftigung in den einzelnen Unternehmen erfordert, so dass spätestens wenn die Beschäftigung insgesamt schrumpft ein starker Zentralisationsprozess anhebt. Damit ändert sich auch der Charakter der Konkurrenz.

### Tabelle
- A: Einsatz an Arbeit
- K: Einsatz an Kapital
- Y: Output
- K/A: technische Zusammensetzung des Kapitals
- Y/A: Arbeitsproduktivität
- W( …): Wachstumsrate in %

Im Zahlenbeispiel ist ein Lohn je Arbeiter C/A oder Konsumgüter je Arbeiter von 1 unterstellt. Die Produktion Y von 500,0 in der ersten Periode wird in der nächsten Periode für 115,5 Konsumgüter C verwendet, welche die 115,5 Arbeiter als Lohn erhalten und für 384,5 Kapitalgüter K, die als Produktionsmittel dienen. Dies setzt sich von Periode zu Periode fort.

| Periode | K      | A     | Y      | K/A  | Y/A  | W(K/A) | W(Y/A) |
| ------- | ------ | ----- | ------ | ---- | ---- | ------ | ------ |
|         | €      | €     | €      |      | €    | %      | %      |
| 1       | 300,0  | 100,0 | 500,0  | 3,0  | 5,0  |        |        |
| 2       | 384,5  | 115,5 | 647,3  | 3,3  | 5,6  | 11,0   | 12,1   |
| 3       | 521,5  | 125,8 | 886,6  | 4,1  | 7,0  | 24,4   | 25,7   |
| 4       | 755,8  | 130,7 | 1297,9 | 5,8  | 9,9  | 39,5   | 40,9   |
| 5       | 1168,6 | 129,2 | 2026,8 | 9,0  | 15,7 | 56,4   | 58,0   |
| 6       | 1906,6 | 120,2 | 3339,7 | 15,9 | 27,8 | 75,3   | 77,1   |

Die Tabelle stellt dar, wie Output Y und Einsatz an Produktionsmitteln K immer rascher zunehmen, während der Einsatz an Arbeit A nur bis zur Periode 4 ansteigt und ab da zurückgeht.

### Diskussion
Entscheidend für das Ergebnis ist, dass die Unternehmen die TZK stärker steigern, als in der Vorperiode die Arbeitsproduktivität gesteigert worden ist, wobei die Rationalität dessen dadurch gewährleistet ist, dass die Arbeitsproduktivität jeweils stärker zunimmt als die TZK gesteigert worden ist (individuelle Rationalität). In der Tabelle ist in der jeweiligen Periode (in der jeweiligen Zeile) die Steigerung der Arbeitsproduktivität immer größer als die Steigerung der TZK (individuelle Rationalität). Die Steigerung der TZK in einer Periode ist aber immer größer als die Steigerung der Arbeitsproduktivität in der Vorperiode (in der höheren Zeile). Daraus folgt die kollektive Irrationalität, die Rationalitätenfalle.
Letzteres mag man als eine willkürliche Annahme ansehen. Doch wenn gilt, dass eine Steigerung der TZK zu einer noch höheren Steigerung der Arbeitsproduktivität führt, gibt es für die Unternehmen keine Grenzen. Es kommt nur eine äußere Schranke in Frage, wonach die TZK aus irgendwelchen technischen Gründen nicht beliebig rasch gesteigert werden kann. Wenn etwa Nicholas Kaldor mit seiner Funktion des technischen Fortschritts eine auf die Arbeitsproduktivität allmählich nachlassende Wirkung höherer Steigerungsraten der TZK behauptet, kann dies ebenfalls als willkürliche Annahme, um ein gleichgewichtiges kapitalistisches Wachstum darstellen zu können, angesehen werden, zumal bürgerliche Ökonomen selbst dieser Annahme die Eigenschaft „sich wohl-verhaltend“ – eben im Hinblick auf wünschenswerte Gleichgewichtseigenschaften – zusprechen.
Laut Kathleen Richardson führt dieses Gesetz momentan, durch die Erhöhung des Konstanten Kapitals durch Roboter und KI, zu einer Bedrohung für den Kapitalismus und sie befürchtet, dass in Form von Cyborgs die Grenze zwischen Menschen und kapitalistischen Eigentum aufgehoben wird, um den Kapitalismus und seine sozialen Beziehungen zu erhalten.

### Marxistische Beiträge, die das Gesetz befürworten
- Heinz-J. Bontrup: Arbeit, Kapital und Staat. Plädoyer für eine demokratische Wirtschaft. 4. Auflage. PapyRossa-Verlag, Köln 2011, ISBN 978-3-89438-326-8
- Heinz-J. Bontrup: Zur säkularen Entwicklung der Kapitalrentabilität. In: WSI-Mitteilungen. 53. Jahrg., Heft 11/2000, S. 718–725.
- Heinz-J. Bontrup: Lohn und Gewinn. Oldenbourg, München/Wien 2000, ISBN 3-486-25164-3.
- Alan Freeman: Price, value and profit – a continuous, general, treatment. In: Alan Freeman & Guglielmo Carchedi (Hrsg.) Marx and non-equilibrium economics. Edward Elgar, Cheltenham/Brookfield 1996 Im Internet der Uni-München.
- Henryk Grossmann: Das Akkumulations- und Zusammenbruchsgesetz des kapitalistischen Systems. Leipzig 1929 (neu herausgegeben: Archiv sozialistischer Literatur 8, Verlag Neue Kritik, Frankfurt 1970, ISBN 3-8015-0065-9).
- Christoph Henning: Übersetzungsprobleme. Eine wissenschaftstheoretische Plausibilisierung des Marxschen Gesetzes vom tendenziellen Fall der Profitrate. In: Marx-Engels-Jahrbuch 2005. Akademie, Berlin 2005, S. 63–85.
- Klaus Peter Kisker: Strukturelle Überakkumulation und Krise der Erwerbsarbeit. In: Z. Nr. 31, 1997 (PDF; 35 kB)
- Stephan Krüger: Allgemeine Theorie der Kapitalakkumulation – Konjunkturzyklus und langfristige Entwicklungstendenzen. Kritik der Politischen Ökonomie und Kapitalismusanalyse. Band 1. Hamburg 2010, ISBN 978-3-89965-376-2.
- Alfred Müller: Die Marxsche Konjunkturtheorie. Eine überakkumulationstheoretische Interpretation. PapyRossa Köln, 2009 (Dissertation 1981)
- Anwar Shaikh: Capitalism. Competition, Conflict, Crises. Oxford 2016
- Klaus Müller: Tendenzieller Fall oder Anstieg? Zur Komplexität ökonomischer Erscheinungen am Beispiel der allgemeinen Durchschnittsprofitrate, In: Marx-Engels-Jahrbuch 2009, Berlin 2010, S. 47–75, ISBN 978-3-05-004677-8.
- Klaus Müller: Profit, Köln 2016, ISBN 978-3-89438-606-1.
- Klaus Müller, Georg Quaas, Kontroversen über den Arbeitswert. Eine polit-ökonomische Debatte, Potsdam 2020, S. 103–109, ISBN 978-3-947802-48-7.
- Wolfgang F. Haug, Neue Vorlesungen zur Einführung ins "Kapital", Hamburg 2006, S. 231–233, ISBN 3-88619-330-6.

### Marxistische Beiträge, die das Gesetz eher ablehnen
- Brodbeck, Karl-Heinz: Wertsubstanz, Exploitation und tendenzieller Fall der Profitrate. Jahrbuch der Wirtschaft Osteuropas. Band 9,1, 1980, S. 35–60 (Online [PDF; 5,3 MB]).
- Foley, Duncan K.: Understanding Capital: Marx's Economic Theory. Harvard University Press 1986. ISBN 0-674-92088-0.
- Heinrich, Michael: Die Wissenschaft vom Wert. Westfälisches Dampfboot, 3. Auflage 2003. ISBN 3-89691-454-5.
- Okishio, Nobuo, Technische Veränderungen und Profitrate (1961, dt. in: H.G. Nutzinger / E. Wolfstetter [Hrsg.] Die Marxsche Theorie und ihre Kritik, 2 Bde., Ffm., 1974).

### Empirische Darstellungen
- Robert P. Brenner: Boom and Bubble. Die USA in der Weltwirtschaft. VSA-Verlag Hamburg 2003. ISBN 3-87975-886-7.
- Nikolaus Dinkelacker / Harald Mattfeldt: Trend- und Komponentenanalyse der Profitrate für Deutschland von 1850 bis 1913. Hamburg 2005, Diskussionspapier03 (PDF; 337 kB), ZÖSS.
- Doug Henwood: After the new economy. The New Press, London – New York, 2003. US-Profitrate 1952–2002, S. 204.
- Harald Mattfeldt: Tendenzieller Fall der Profitrate? Zur Makroökonomischen Rentabilitätsentwicklung in der Bundesrepublik Deutschland. Hamburg 2005, Diskussionspapier01 (PDF; 276 kB), ZÖSS.
- Harald Mattfeldt: Zur Methode der Profitratenbestimmung. Anmerkungen zur Empirie der ‘säkularen Entwicklung der Kapitalrentabilität’ Hamburg 2006, Diskussion Paper No. 01 (PDF; 567 kB), ZÖSS.
- Jan Priewe: Krisenzyklen und Stagnationstendenzen in der Bundesrepublik Deutschland – Die krisentheoretische Debatte. Pahl-Rugenstein Verlag, Köln 1988. ISBN 3-7609-1207-9.
- Michael Roberts: The Great Recession. Profit cycles, economic crisis A Marxist View. 2009 ISBN 978-1-4452-4408-2 Open Source
- Weiß, Thomas: Sachkapitalrenditen im historischen Vergleich – Deutschland im Abwärtstrend?, in: WSI-Mitteilungen 2015, 68 (4), S. 280–289 PDF-Datei
- Weiß, Thomas: The rate of return on capital in Germany - an empirical study. Präsentation bei: 19th FMM Conference, “The Spectre of Stagnation? Europe in the World Economy” Berlin-Steglitz, 22-24 October 2015

### Nichtmarxistische Literatur
- Lutz Arnold: Wachstumstheorie. Vahlen-Verlag, München 1997.
- „Das Marxsche Gesetz des tendenziellen Falls der Profitrate“ von Hans-Werner Sinn, Zeitschrift für die gesamte Staatswissenschaft 131, 1975, S. 646–696 PDF
- Sraffa, Piero: Warenproduktion mittels Waren. Nachworte von Bertram Schefold. (1976 [Erstveröffentlichung 1960]), Suhrkamp-Verlag, Frankfurt/Main.